# Pitkäsaari (ö i Särkiperä)
Pitkäsaari är en ö i Finland. Den ligger i sjön Särkiperä och i kommunen Kuusamo och landskapet Norra Österbotten, i den nordöstra delen av landet, 700 km norr om huvudstaden Helsingfors. Öns area är 19,3 hektar och dess största längd är 1,6 kilometer i öst-västlig riktning.